# Unsere Besten
Unsere Besten is een televisieprogramma van de Duitse publieke omroep ZDF uit 2003. Het is een versie van de BBC-reeks 100 Greatest Britons. In het programma werd uitgegaan van een lijst ruim driehonderd personen op wie het Duitse volk kon stemmen om uit te maken wie de belangrijkste Duitser was. Het programma werd gepresenteerd door Johannes B. Kerner.
In tegenstelling tot de verkiezing in andere landen werd beslist al vooraf een reeks namen bekend te maken waaruit gekozen kon worden. Zo vermeed men discussies wie als "Duits" bestempeld kon worden, en het gaf de mogelijkheid te vermijden dat controversiële figuren als Adolf Hitler werden verkozen.
De figuur van Nicolaas Copernicus, een etnische Duitser uit Koninklijk Pruisen, toen bezit van de Poolse kroon en daarom tegenwoordig een Poolse nationale held, had wel een controverse tot gevolg en werd afgedaan als "een uitvloeisel van nazipropaganda uit de Tweede Wereldoorlog".

## De lijst
1. Konrad Adenauer (1876-1967)
2. Maarten Luther (1483-1546)
3. Karl Marx (1818-1883)

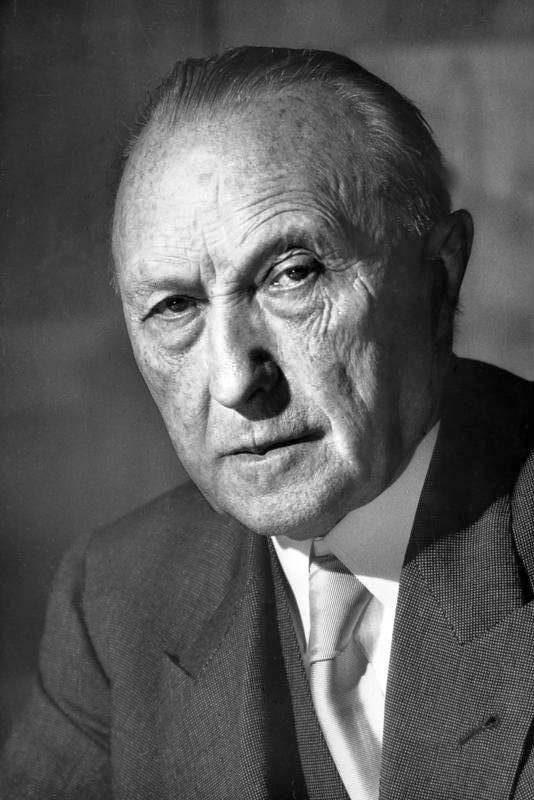
Konrad Adenauer

4. Sophie en Hans Scholl (1921/1918-1943)
5. Willy Brandt (1913-1992)
6. Johann Sebastian Bach (1685-1750)
7. Johann Wolfgang von Goethe (1749-1832)
8. Johannes Gutenberg (1400-1468)
9. Otto von Bismarck (1815-1898)
10. Albert Einstein (1879-1955)
11. Adolph Kolping (1813-1865)
12. Ludwig van Beethoven (1770-1827)
13. Helmut Kohl (1930-2017)
14. Robert Bosch (1861-1942)
15. Daniel Küblböck (1985-2018)
16. Konrad Zuse (1910-95)
17. Josef Kentenich (1885-1968)
18. Albert Schweitzer (1875-1965)
19. Karlheinz Böhm (1928-2014)
20. Wolfgang Amadeus Mozart (1756-1791)
21. Helmut Schmidt (1918-2015)
22. Regine Hildebrandt (1941-2001)
23. Alice Schwarzer (1942-)
24. Thomas Gottschalk (1950-)
25. Herbert Grönemeyer (1956-)
26. Michael Schumacher (1969-)
27. Ludwig Erhard (1897-1977)
28. Wilhelm Conrad Röntgen (1845-1923)
29. Günther Jauch (1956-)
30. Dieter Bohlen (1954-)
31. Jan Ullrich (1973-)
32. Steffi Graf (1969-)
33. Samuel Hahnemann (1755-1843)
34. Dietrich Bonhoeffer (1906-1945)
35. Boris Becker (1967-)
36. Franz Beckenbauer (1945-2024)
37. Oskar Schindler (1908-1974)
38. Nena (1960-)
39. Hans-Dietrich Genscher (1927-)
40. Heinz Rühmann (1902-1994)
41. Harald Schmidt (1957-)
42. Frederik II van Pruisen (1712-1786)
43. Immanuel Kant (1724-1804)
44. Patrick Lindner (1960-)
45. Hartmut Engler (1961-)
46. Hildegard von Bingen (1098-1179)
47. Heino (1938-)
48. Richard von Weizsäcker (1920-2015)
49. Claus Schenk von Stauffenberg (1907-1944)
50. Marlene Dietrich (1901-1992)
51. Robert Koch (1843-1910)
52. Joschka Fischer (1948-)
53. Karl May (1842-1921)
54. Loriot (1923-2011)
55. Albertus Magnus (1200-1280)
56. Rudi Völler (1960-)
57. Heinz Erhardt (1909-1979)
58. Roy Black (1943-1991)
59. Heinz-Harald Frentzen (1967-)
60. Wolfgang Apel (1951-)
61. Alexander von Humboldt (1769-1859)
62. Peter Kraus (1939-)
63. Wernher von Braun (1912-1977)
64. Dirk Nowitzki (1978-)
65. Campino (1962-)
66. Franz Josef Strauss (1915-1988)
67. Sebastian Kneipp (1821-1897)
68. Friedrich Schiller (1759-1805)
69. Richard Wagner (1813-1883)
70. Katarina Witt (1965-)
71. Fritz Walter (1920-2002)
72. Nicole (1964-)
73. Friedrich von Bodelschwingh (1831-1910)
74. Otto Lilienthal (1848-1896)
75. Marion Dönhoff (1909-2002)
76. Thomas Mann (1875-1955)
77. Hermann Hesse (1877-1962)
78. Romy Schneider (1938-1982)
79. Sven Hannawald (1974-)
80. Elisabeth van Beieren (Elisabeth van Oostenrijk-Hongarije, "Sisi") (1837-1898)
81. Willy Millowitsch (1909-1999)
82. Gerhard Schröder (1944-)
83. Joseph Beuys (1921-1986)
84. Friedrich Nietzsche (1844-1900)
85. Rudi Dutschke (1940-1979)
86. Karl Lehmann (1936-)
87. Beate Uhse (1919-2001)
88. Trümmerfrauen (de vrouwen die na de wereldoorlogen de Duitse steden weer heropbouwden)
89. Carl Friedrich Gauss (1777-1855)
90. Helmut Rahn (1929-2003)
91. Albrecht Dürer (1471-1528)
92. Max Schmeling (1905-2005)
93. Carl Benz (1844-1929)
94. Keizer Frederik II (1194-1250)
95. Reinhard Mey (1942-)
96. Heinrich Heine (1797-1856)
97. Georg Elser (1903-1945)
98. Konrad Duden (1829-1911)
99. James Last (1929-2015)
100. Uwe Seeler (1936-)
101. Jenny de la Torre Castro (1954-)
102. Erich Gutenberg (1897-1984)
103. Emanuel Lasker (1868-1941)
104. Rudolf Steiner (1861-1925)
105. Edith Stein (1891-1942)
106. Farin Urlaub (1963-)
107. Xavier Naidoo (1971-)
108. Nicolaus Copernicus (1473-1543)
109. Adam Riese (1492-1559)
110. Gottlieb Daimler (1834-1900)
111. Erich Kästner (1899-1974)
112. Rosa Luxemburg (1871-1919)
113. Bertolt Brecht (1898-1956)
114. Theodor Heuss (1884-1963)
115. Keizer Otto I (912-973)
116. Sigmund Freud (1856-1939)
117. Christine Licci (1964-)
118. Wilhelm Busch (1832-1908)
119. Hildegard Hamm-Brücher (1921-)
120. Udo Lindenberg (1946-)
121. Eugen Drewermann (1940-)
122. Ferdinand Sauerbruch (1875-1951)
123. Peter Maffay (1949-)
124. Joseph Frings (1887-1978)
125. Silke Fritzen (1984-)
126. Max Planck (1858-1947)
127. Johannes Rau (1931-2006)
128. Jacob en Wilhelm Grimm (1785-1863 en 1786-1859)
129. Baron von Münchhausen (1720-1797)
130. Keizer Wilhelm II (1859-1941)
131. Rudolf Augstein (1923-2002)
132. Heinrich Böll (1917-1985)
133. Ralf Schumacher (1975-)
134. Anne Frank (1929-1944)
135. Keizer Frederik I Barbarossa (1122-1190)
136. Sigmund Jähn (1937-)
137. Franziska van Almsick (1979-)
138. Clemens August von Galen (1878-1946)
139. Ludwig II van Beieren (1845-1886)
140. Carl Friedrich Zeiss (1816-1888)
141. Hildegard Knef (1925-2002)
142. Levi Strauss (1829-1902)
143. Sepp Herberger (1897-1977)
144. Klaus Kinski (1926-1991)
145. Werner von Siemens (1816-1892)
146. Ferdinand Porsche (1875-1951)
147. Peter Scholl-Latour (1924-)
148. August Heinrich Hoffmann von Fallersleben (1798-1874)
149. Siegfried en Roy (1939- en 1944-)
150. Christoph Langen (1962-)
151. Michelle (1972-)
152. Manfred von Ardenne (1907-1997)
153. Gottfried Wilhelm von Leibniz (1646-1716)
154. Arthur Schopenhauer (1788-1860)
155. Kurt Tucholsky (1890-1935)
156. Karl (1920-2014) en Theo Albrecht (1922-2010)
157. Joseph Ratzinger (1927-2022)
158. Werner Heisenberg (1901-1976)
159. Harald Juhnke (1929-2005)
160. Tijl Uilenspiegel (ca. 1500)
161. Götz George (1938-)
162. Rudolf Diesel (1858-1913)
163. Stefan Raab (1966-)
164. Hans Albers (1891-1960)
165. Nina Hagen (1954-)
166. Johannes Kepler (1571-1630)
167. Hans Rosenthal (1925-1987)
168. Rupert Neudeck (1939-)
169. Dieter Hildebrandt (1927-2013)
170. Marie-Theres Relin (1966-)
171. Kilian Saum (1958-)
172. Hans Söllner (1955-)
173. Gregor Gysi (1948-)
174. Arminius (17 v. C.-19 n. C.)
175. Günter Grass (1927-2015)
176. Inge Meysel (1910-2004)
177. Hans Hartz (1943-2002)
178. Karl Lagerfeld (1938-2019)
179. Oliver Kahn (1969-)
180. Gerd Müller (1945-2021)
181. Ferdinand von Zeppelin (1838-1917)
182. Nikolaus August Otto (1832-1891)
183. Grete Schickedanz (1911-1984)
184. Clara Zetkin (1857-1933)
185. Hannah Arendt (1906-1975)
186. Roman Herzog (1934-)
187. Hermann Oberth (1894-1984)
188. Karl Valentin (1882-1948)
189. Frank Schöbel (1942-)
190. Jakob Fugger de Rijke (1459-1525)
191. Henry Maske (1964-)
192. Helmut Zacharias (1920-2002)
193. Michael Ballack (1976-)
194. Bernhard Grzimek (1909-1987)
195. Richard Strauss (1864-1949)
196. Edmund Stoiber (1941-)
197. Klaus Störtebeker (ca. 1370-1401)
198. Peter Frankenfeld (1913-1979)
199. Mildred Scheel (1932-1985)
200. Claudia Schiffer (1970-)

## Andere landen
| Land                | Jaar | Wedstrijd                | Winnaar                | Andere kandidaten                      | Opmerkingen |
| België              | 2005 | De grootste Belg         | Pater Damiaan          |                                        | De filosoof Desiderius Erasmus, genomineerd als grootste Belg, stond bij de grootste Nederlander genomineerd als een van de hoogste tien.                   |
| Verenigd Koninkrijk | 2002 | 100 Greatest Britons     | Winston Churchill      | Isambard Kingdom Brunel, prinses Diana | Eerste verkiezing van de grootste landgenoot |
| Nederland           | 2004 | De grootste Nederlander  | Pim Fortuyn            |                                        | De winst van Pim Fortuyn leidde tot grote controverse. Later werd aangevoerd dat, als er verder doorgeteld zou zijn, Willem van Oranje gewonnen zou hebben. |
| Zuid-Afrika         |      | Great South Africans     | Nelson Mandela         | Mahatma Gandhi Desmond Tutu            | |
| Frankrijk           |      | Le Plus Grand Français   | Charles de Gaulle      | Louis Pasteur Édith Piaf               | |
| Finland             |      | Suuret Suomalaiset       | Carl Gustaf Mannerheim |                                        | |
| Tsjechië            | 2005 | Největší Čech            | Keizer Karel IV        |                                        | |
| Canada              | 2004 | the Greatest Canadian    | Tommy Douglas          |                                        | |
| Verenigde Staten    |      | The Greatest American    | Ronald Reagan          |                                        | |
| Nieuw-Zeeland       | 2005 | Top 100 History Makers   | Ernest Rutherford      |                                        | Er liepen twee lijsten naast elkaar, eentje met een officiële jury, een andere werd door de kijkers verkozen.                                               |
| India               |      | Greatest Indians         | Moeder Theresa         |                                        | Er was geen tv-reeks |
| Australië           |      | The Greatest Australians | Howard Florey          |                                        | Hele verkiezing gebeurde op één dag. |

- De Greatest Africans of All Time werden verkozen door een tijdschrift.
- Wales verkoos zijn 100 Welsh Heroes via het internet in de winter van 2003-2004.